# Gerard Mussies
Gerard Mussies (Den Haag, 1934) was universitair hoofddocent in de hellenistische achtergrond van het Nieuwe Testament aan de Faculteit der Godgeleerdheid van de Rijksuniversiteit Utrecht.

## Loopbaan
In 1971 deed Mussies zijn doctoraat in de letteren aan de Rijksuniversiteit Leiden op het proefschrift The morphology of Koine Greek, as used in the apocalypse of St. John : a study in bilingualism.
Hij doceerde Bijbels Grieks en bestudeerde de Grieks-Romeinse achtergrond van het Nieuwe Testament.
Mussies vertaalde de autobiografie van de antieke auteur Flavius Josephus.

## Publicaties
- Mussies, Gerard (1 december 1971). The morphology of Koine Greek, as used in the apocalypse of St. John : a study in bilingualism. Brill, Leiden. DOI:10.1163/9789004266049. ISBN 978-90-04-26604-9.

- Mussies, Gerard (1 juni 1972). Dio Chrysostom and the New Testament: Collected Parallels. BRILL. ISBN 9789004034051.
- Mussies, Gerard, A F J Klijn (1983). Der lateinische Text der Apokalypse des Esra. Texte und Untersuchungen zur Geschichte der altchristlichen Literatur, Berlin: Akademie-Verlag.
- Mussies, Gerard, Pieter Willem van der Horst (1990). Studies on the Hellenistic background of the New Testament. Faculteit der Godgeleerdheid van de Rijksuniversiteit, Utrecht.
- Mussies, Gerard (1991). De autobiografie van de joodse historicus Flavius Josephus. Na de schriften. Kampen: Kok, cop. ISBN 9789024265312.
- Mussies, Gerard, Abraham, ben David ha-Levi (2001). De joodse kroniek van Abraham ibn Daud: een historisch werk uit de Middeleeuwen. Joodse bronnen. Baarn: Ten Have, cop.. ISBN 9789025952211.

- Bibsys: 97050966
- Bibliothèque nationale de France: cb12808172w (data)
- CiNii: DA13284002
- Gemeinsame Normdatei: 1124950702
- International Standard Name Identifier: 0000 0000 6257 6647
- Nationale Bibliotheek van Israël: 987007265599405171
- Nederlandse Thesaurus van Auteursnamen: 069744122
- Réseau des bibliothèques de Suisse occidentale: 02-A003620881
- Système universitaire de documentation: 087533391
- Semantic Scholar: 152246858
- Virtual International Authority File: 89244377
- WorldCat: E39PBJmTtDBK3CvDjgfHf3jwG3